# しゃっくり
しゃっくり（噦り、吃逆、呃逆、嗝、英語: hiccup）とは、横隔膜（または、他の呼吸補助筋）の強直性痙攣および、声帯が閉じて「ヒック」という音が発生することが一定間隔で繰り返される現象。ミオクローヌスの一種である。
しゃっくりは明確な原因がなくても起こるが、様々な刺激が舌咽神経から延髄に伝わり、横隔膜や声帯を動かすことでも起きる。その刺激は鼻水、煙草、炭酸や熱い食べ物、会話などがきっかけになることがある。他にストレスが原因になるほか、まれに逆流性食道炎や脳腫瘍などのがん、腎臓病、延髄梗塞といった疾患によって引き起こされることもある。

## 原因

### 病態生理学的原因
- 空気嚥下症[2]
- 胃食道逆流症[3]
- 食道裂孔ヘルニア[4]
- 早食い[5]
- 炭酸飲料、アルコール、乾パン、及びいくつかの辛い食べ物[6]
- オピエートの使用[7]
- 激しく、または長く笑う[8]

しゃっくりは、多くの一般的な人間の状態によって引き起こされる可能性がある。まれに、深刻な医学的問題の兆候である可能性がある。例えば、しゃっくりが心筋梗塞の唯一の症状になることがある。

#### 髄質の横隔膜前核刺激[要出典]
- 腎不全[10]

#### 中枢神経疾患
- 脳卒中[10]
- 多発性硬化症[11]
- 髄膜炎[10]

#### 神経の損傷
- 手術後の迷走神経の損傷[4]

#### その他の既知の原因
- 明確な病態生理学的メカニズムは説明されていないが、少なくとも1つの記録された症例では、三日熱マラリア原虫の最初の症状としてしゃっくりが見られた[要出典]。

### 進化論

#### げっぷ反射仮説
主要な仮説は、しゃっくりが幼い哺乳類により多くの母乳の消費を促すように進化したというものである。授乳中の呼吸と飲み込みの調整は複雑なプロセスである。一部の空気は必然的に胃に入り、カロリーが豊富な母乳に対し、最適に使用できるスペースを占有してしまう。
この仮説では、胃の中に気泡が存在すると、胃、食道、横隔膜の下側にある受容器を介して、反射の感覚辺縁 (求心性神経) を刺激することを示唆している。これにより、しゃっくりの活動部位(遠心性神経) が刺激され、呼吸筋を急激に収縮させて食道の筋肉を弛緩させ、声帯を閉じて空気が肺に入らないようにする。これにより、胸部に吸引力が生じ、胃から食道へ空気が引き込まれる。呼吸筋が弛緩すると、空気が口から排出され、動物を効果的に「げっぷ」させる。
この理論を支持するしゃっくりにはいくつかの特徴がある。授乳中の乳児のげっぷは、母乳の能力を 15 ～ 25% 以上増加させる可能性があり、生存率を大幅に向上させる。乳児はしゃっくりをする傾向が強く、反射は生涯にわたって持続するが、年齢とともに頻度は減少する。反射を引き起こす感覚神経の位置は、胃の状態への反応であることを示唆している。また、気道が塞がれた状態で食道の蠕動運動を抑制する反射の構成要素は、食道が関与していることを示唆している。さらに、しゃっくりは哺乳類でのみで起こる。哺乳類は、子を授乳保育するという特徴を共有する動物のグループである。

#### 系統発生仮説
カナダ、フランス、日本のメンバーで構成される「An international respiratory research group」は、しゃっくりが以前の両生類の呼吸の進化的名残であると提唱した。オタマジャクシなどの両生類は、哺乳類のしゃっくりに似たかなり単純な運動反射を介して、えらで空気と水を飲み込む。正常な肺呼吸を可能にする運動経路の前に、胎児の発達のかなり早い段階でしゃっくりを可能にする運動経路が形成される。したがって、しゃっくりは進化的に現代の肺呼吸に先行している。
さらに、このグループ（C. Strausら）しゃっくりや両生類の食欲不振は二酸化炭素濃度の上昇によって抑制され、GABAB受容体作動薬によって停止する可能性があると指摘しており、共通の生理学と進化の遺産の可能性を示している。これらの提唱により、胎児の肺がまだ完全に形成されていないために、なぜ胎児が時間の2.5%間しゃがみ、おそらく両生類のように嚥下時に起こるような、喉の発作的な反射に費やすのかを説明できる可能性がある。
系統発生仮説は、しゃっくりを両生類の祖先から引き継がれた進化の名残として説明できる可能性がある。この仮説は、哺乳類のしゃっくり反射が両生類の呼吸反射と比較して複雑であること、声門閉鎖の理由が説明されていないこと、及びしゃっくりの非常に短い収縮が有意な強化をもたらす可能性が低いため、呼吸の遅筋への影響が疑問視されている。
胎児の子宮内におけるしゃっくりには2つのタイプがある。生理学的タイプは受精後28週間前に発生し、5分から10分続く傾向がある。これらのしゃっくりは胎児の発達の一部であり、主に胸部横隔膜を制御する横隔神経の髄鞘形成に関連している。
系統発生仮説とげっぷ仮説は相互に排他的では無い。「系統発生仮説」はしゃっくり反射がどのように進化したかを説明し、「げっぷ反射仮説」はなぜそれが持続して複雑さを増すのに十分な進化上の利点を提供するのかを説明している。

## 治療法
しゃっくりの多くは数分から数十分で止まるが、疾患が原因である場合は止まりにくく、衰弱してしまうこともある。長期間にわたって続くものに対しては、投薬などの治療が必要になる。医師による投薬治療では、クロルプロマジンやメトクロプラミドが用いられることがある。
しゃっくりに対しては数多くの民間療法があるが、紙袋を口に当てて呼吸するといった方法は血中の二酸化炭素濃度を高めることでしゃっくりを止めようとするものである。腹式呼吸で吸える限り吸い、横隔膜を一杯まで縮めた状態で保持したあとゆっくり吐く方法もある。また、酢を飲む、驚かせる、水を飲む、舌を引っ張る、目をこする、砂糖をスプーン一杯飲む、動かないといった行為で迷走神経を刺激することも効果がある。また、両方の指を耳の穴に入れて、両方を強めに30秒から60秒ほど押さえ続けると止まる場合がある。耳の奥には、脳からお腹の臓器へ繋がる迷走神経があり、この迷走神経に間接的に刺激を与えると、しゃっくりが止まる効果が期待できる。
検証された方法として、両耳に指を入れてふさぎ、ストローで吸引する方法で90％程度の人でしゃっくりが止まるとされる。
神経伝達物質のうちγ-アミノ酪酸（GABA）はしゃっくりを抑える。酔っ払いがしゃっくりしやすいのは、GABAの働きが弱まっているためである。

## しゃっくりに関する文化
「しゃっくりを100回すると死ぬ」というが、これは「普通、しゃっくりは100回も続く訳がないであろう」という内容を婉曲に示したものであるという。これは根拠のない全くの迷信である。
ギネス世界記録によれば、しゃっくりの世界最長記録保持者はアメリカのチャールズ・オズボーン (1894–1991年) である。オズボーンのしゃっくりは 1922年に豚を屠殺していた時に始まり、以後68年間、毎分40回（その後、毎分20回に低下）のペースで続いた。このしゃっくりはオズボーンが亡くなる1年前、1990年にようやくおさまった。この間、オズボーンはバラエティー番組などに出演し一躍有名になったが、普通の生活を送っていたという。
また、イギリスの男性が脳腫瘍により2年以上しゃっくりをし続け、日本のテレビ番組『ザ!世界仰天ニュース』の取材を受けた。そのことがきっかけで治療を行い、手術で脳腫瘍を取り除いたことで回復した。

## 呼び名
一般的には、「しゃっくり」が正しい呼び名となっているが、「ひゃっくり」や「さくり」などの呼び方もある。英語では、「ヒカップ」（綴りは hiccup またはhiccough）のように言い、日本の「ひゃっくり」同様、しゃっくりが発生した時に出る、「ヒック」という音から連想できるものである。
また、ドイツ語では「シュルックアウフ」、スペイン語では「イポ」、フランス語では「オケ」（綴りは hoquet: 男性名詞）のように発音する。フィンランド語やノルウェー語では「ヒッカ」「ヒッケ」で、日本語の発音にかなり近いように思われるが、ロシア語では「イコータ」（綴りは Икота）という発音になっている。